# Suillellus mendax

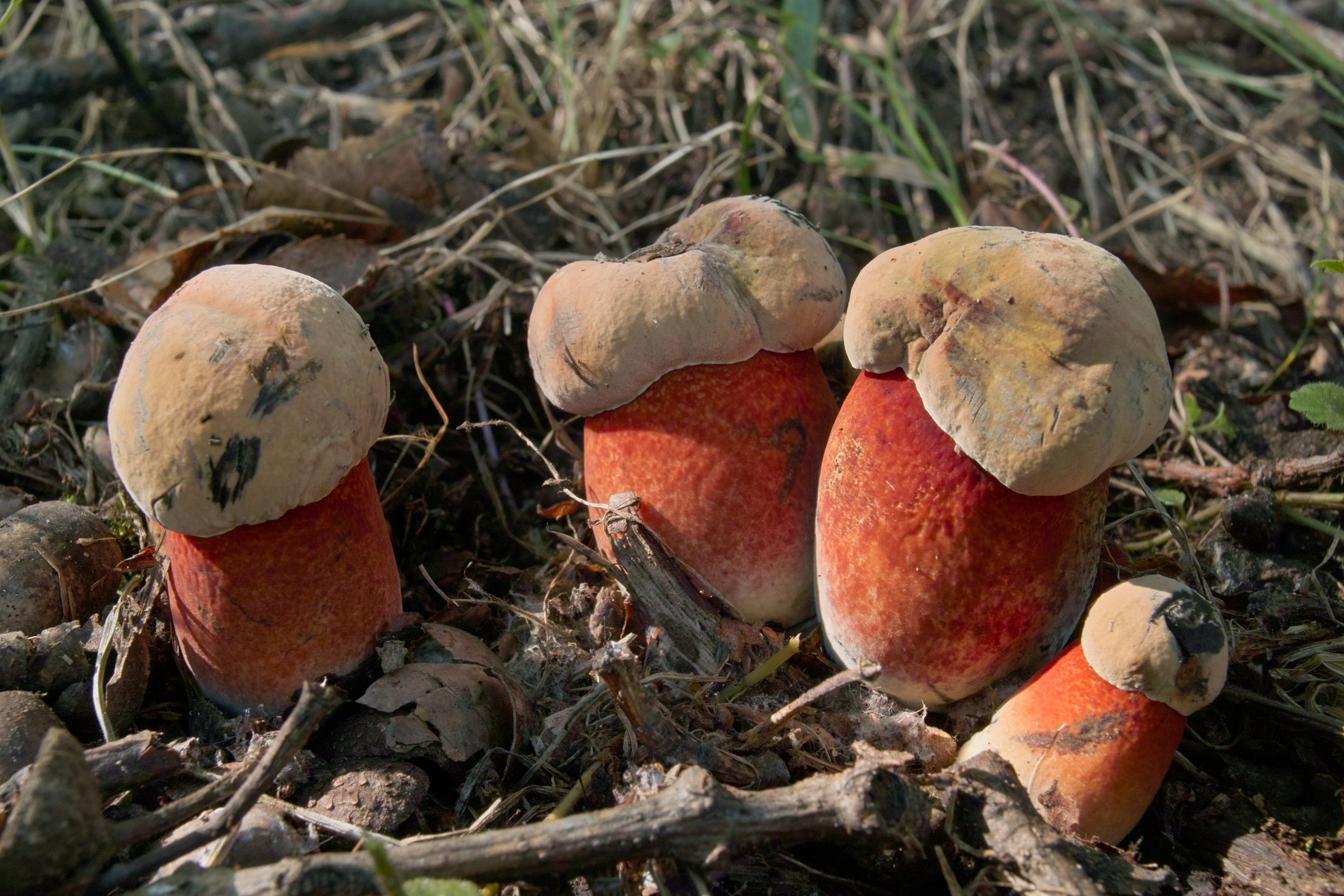

Suillellus mendax är en sopp som tillhör familjen Boletaceae.

## Förekomst
S. mendax beskrevs från Italien 2013 och utbredningen är därför ännu så länge dåligt känd, men arten har, utöver Italien, även rapporterats från åtminstone Österrike, Ungern, Tjeckien, Slovakien, Tyskland och Danmark (bokskog på Själland och Jylland). I Italien har den observerats med ekar (turkisk ek, korkek och stenek), bok och äkta kastanj på höjder från 500 till 1200 meter över havet, huvudskaligen på sura jordar.

## Kännetecken
Suillellus mendax är en ganska stor sopp med kanelbrun, orangebrun till purpurbrun hatt som vanligen har vinröda toner. Porerna är karminröda och hattens kött är oftast rött alldeles närmast rörlagret (vilket syns om man avlägsnar detta och i tvärnsnitt syns det ofta som en röd linje). Foten är vanligtvis klädd med ett rött ådernät i övre delen, som neråt övergår i prickar. Hatthud, porer och fot blånar vid beröring och köttet blånar i snittytor.
Den liknar mycket eldsopp, Suillellus luridus, och har liksom denna vanligen rött kött i hatten alldeles vid rörens fäste, men skiljer sig från eldsoppen genom att vanligen ha vinröda nyanser på hatten, sammetsluden hatthud (aldrig slät eller klibbig), klarare färgade porer (som ung), ett svagare ådernät på foten som vanligen övergår till prickar/korn mot fotbasen och smalare sporer (Q>2,5 - det vill säga att de är mer än 2,5 gånger så långa som tjocka).
Den sydliga arten Suillellus comptus (känd från Spanien, Italien, Montenegro och Israel) har sporer som är bredare (Q<2,5), mera orange färger, en rotaktgt tillspetsad fot och hatthuden är tydligare filthårig. S. comptus saknar dessutom rödtonat hattkött vid rörens fäste.

## Taxonomi
Arten beskrevs 2013 av Alfredo Vizzini och Giampaolo Simonini som Boletus mendax. 2014 flyttade Alfredo Vizzini, Giampaolo Simonini och Matteo Gelardi den till det samma år av molekylärfylogenetiska skäl återupprättade släktet Suillellus.
Epitetet mendax betyder "falsk", "illvillig" och anspelar på att den liknar S. luridus.